# Hejlov (Krkonošské podhůří)
Hejlov (839 m n. m.) je kopec je nejvyšším vrcholem geomorfologického celku Krkonošské podhůří. Leží asi 3,5 km východně od Jablonce nad Jizerou, na území jeho části Bratrouchov. Nedaleko vrcholu se nachází stejnojmenná osada (Hejlov) a také osady Trejborec či Brno.
Nedaleko vrcholu prochází zpevněná cesta spojující Bratrouchov a Rokytno, místní část Rokytnice nad Jizerou.

## Název
Název vznikl od pojmenování ptáka hýla (hejla). Německý název Hejlow je pouhým přizpůsobením českého názvu německému pravopisu.